# William Henley
William Henley (1874–1957) angol hegedűművész, zenei hangszerelő, zenetanár és zeneszerző. Az ő jegyzetei alapján készült az alapvető referenciakönyv, a Universal Dictionary of Violin & Bow Makers. Ez a könyv volt az első, amelybe jelentős számú amerikai hangszerkészítő kézműves került bele. Henley sokat utazott előadóként, elsősorban kvartettjével. Utazásai során, köztük az 1920-as években az Amerikai Egyesült Államokba tett utazása során gyűjtött információkat a könyvéhez.

## Fordítás
- Ez a szócikk részben vagy egészben  a   William Henley (violinist) című angol Wikipédia-szócikk ezen változatának fordításán alapul.  Az eredeti cikk szerkesztőit annak laptörténete sorolja fel. Ez a jelzés csupán a megfogalmazás eredetét és a szerzői jogokat jelzi, nem szolgál a cikkben szereplő információk forrásmegjelöléseként.

1. ↑  https://books.google.com/books?id=w84ndmy9hhkC&pg=PA227